# KC-X
Pour les articles homonymes, voir KCX.

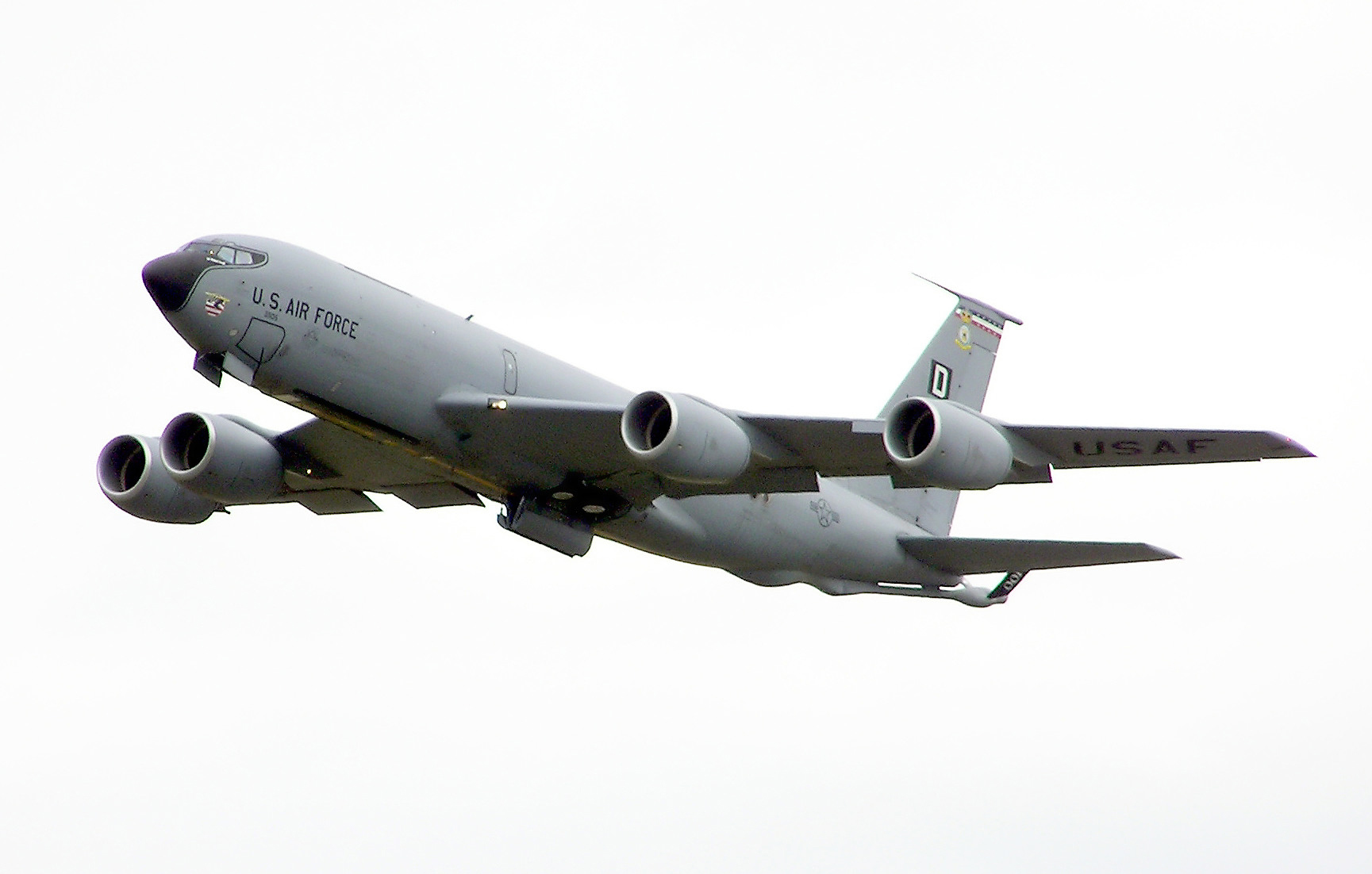
Un ravitailleur KC-135 de la United States Air Force décolle à Gloucestershire, en Angleterre. Le gagnant du programme KC-X est censé remplacer les vieux KC-135.

KC-X est un programme de l'United States Air Force (USAF) pour se procurer une nouvelle génération d'avion ravitailleur pour remplacer les anciens Boeing KC-135 Stratotanker. L'appel d'offres proposait un contrat de 179 nouveaux ravitailleurs pour remplacer les KC-135. Boeing et Northrop Grumman/EADS étaient en compétition, à la suite de l'élimination de US Aerospace/Antonov.
Finalement, le gagnant est attribué au Boeing KC-46 en février 2011, mettant fin au programme KC-X.

## Historique

### Premier programme de renouvellement
La Force aérienne des États-Unis (armée d'air des États-Unis) possède une grande flotte de Boeing KC-135 Stratotanker, construits entre 1954 et 1965. 732 KC-135E entrèrent en service durant ces années. Dans l'optique de remplacer les appareils les plus anciens, en 2001, elle lança le programme Commercial Derivative Air Refueling Aircraft.

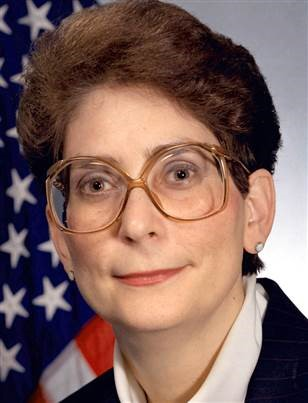
Le premier programme du renouvellement fut plombé par l'affaire de Darleen Druyun, dont plusieurs membres de la famille étaient employés par Boeing. Elle aussi devint en mai 2003 présidente adjointe de cette entreprise, avec 250000 dollars de salaire par an,.

La conclusion fut rapidement donnée. Parmi les candidats composés des Boeing B757, B767, B777 et Airbus A330, la plate-forme B767 fut choisie. En effet, son constructeur qui envisageait ce besoin étudiait depuis longtemps cette possibilité du KC-767. L'A310 MRTT n'était pas satisfaisant tandis que l'A330 MRTT était en phase de conception. En mars 2002, l'armée de l'Air américaine demande à Boeing et à Airbus de fournir des renseignements détaillés sur leurs propositions d'ici le mois de février suivant.
Pourtant, le programme subit rapidement une remise en cause radicale, provoquée par le secrétaire à la Défense Donald Rumsfeld. Un contrat à base de location fut annoncé, avec une somme de 23,5 milliards de dollars. Cette manière inhabituelle et le montant attirèrent l'attention, notamment du sénateur John McCain. Non seulement une somme en réalité plus élevée fut révélée mais aussi que les données confidentielles d'Airbus étaient communiquées à Boeing par la responsable du Pentagone Darleen Druyun. À la suite des enquêtes, cette dernière fut condamnée, en avril 2004, à 9 mois de prison ferme tandis que deux dirigeants de Boeing dont le PDG furent licenciés,. En fait, ce KC-767 proposé n'était pas capable de réaliser des fonctions qui étaient assurées par le KC-135. Ainsi, le nouveau ravitailleur ne pourrait pas transporter des passagers, des blessés et du fret. Même les appareils de la marine américaine ne pourraient pas être ravitaillés par celui-ci.
Le secrétaire de l'armée de l'Air, James G. Roche, remit l'affaire entre les mains de l'inspecteur général du département de la défense Joseph E. Schmitz. Cette enquête interne révéla que l'A330 MRTT en développement était, dans les spécifications de l'armée, supérieur (20 critères sur 26) et moins couteux. Dans l'optique de favoriser Boeing, Darleen Druyun et son équipe firent réduire les critères de 26 à 7. « L'établissement du cahier des charges aurait donc été réalisé conjointement entre l'USAF [armée d'air] et Boeing. »     
Le programme fut donc suspendu en décembre 2002. Or, l'annulation officielle n'eut lieu qu'en janvier 2006.

### Nouveaux programmes KC-X, KC-Y et KC-Z
Afin de sauver le programme, plombé par le scandale, une réorganisation fut effectuée. Pour le renouvellement urgent, le programme KC-X devait être étudié. Puis les programmes KC-Y et KC-Z seront lancés pour la flotte de KC-135 restants ainsi que le futur renouvellement de McDonnell Douglas KC-10 Extender, plus performant.

### Compétition de KC-X
À la suite de cet événement, l'armée de l'air dut modifier sa stratégie, et surtout ouvrir la compétition à EADS (aujourd'hui Airbus). Pour cela, il lui fallait un temps de préparation.
Le programme de KC-X fut inauguré le 24 février 2004, afin de fixer les caractéristiques requises de l'appareil. Ces travaux seront terminés le 27 décembre 2006. L'étude pour conclure le contrat débuta le 26 août 2005. En outre, l'achat par l'armée de l'air était autorisée à partir du 13 avril 2006,. Tous préparés, le 30 janvier 2007, dans l'optique de renouveler une flotte de 179 KC-135, l'armée d'air publia les caractéristiques requises de KC-X,,.
L'Appel d'offres [RFP (Request for Proposal)] comportait neuf paramètres principaux : ravitaillement, transport de carburant, rayon d'action (équivalant ou supérieur au KC-135), équipes suffisantes pour la communication, la navigation, la surveillance de trafic aérien, transport de fret, réception de carburant en vol, autoprotection, capacité d'établir la communication dans l'espace de bataille, capacité de survie, et différentes méthodes de transfert de carburant aux appareils (perche et paniers).
Le 22 décembre 2006, le bureau de l'inspecteur général (Department of Defense Office of Inspector General en anglais) du Département de la Défense publie 14 recommandations pour l'armée de l'Air, qui lui conseille entre autres de ne pas suivre l'ancien contrat pour le KC-767A. L'armée lui répondit le 15 mars 2007. L'armée de l'Air considérait qu'une flotte composée de plusieurs types d'avions n'était pas souhaitable, en considérant quatre modèles de base : Airbus A330, Airbus A340, Boeing B767 et Boeing B777,. En août 2007, des études préconisaient deux types de KC-X, mais l'armée de l'Air s'y opposa catégoriquement, en citant des difficultés logistiques, techniques et budgétaires,.
Pour cette compétition KC-X, deux appareils furent proposés par leur constructeur, dont les derniers dossiers furent déposés le 3 janvier 2008, :
1. KC-767AT de Boeing : appareil à développer à la base de B767-200LRF en développement ;
2. KC-30 de Northrop Grumman/EADS : variant de l'Airbus A330 MRTT qui existait déjà.

L'équipe de l'armée choisit, le 29 février 2008, la proposition de Northrop Grumman-EADS. Comme ses caractéristiques étaient différentes de celles de l'A330 MRTT, l'appareil était classé KC-45A. Airbus aurait commencé à construire quelques A330 pour les prototypes.

### Protestation de Boeing
À la suite de cette décision, Boeing protesta auprès de l'armée de Air et déposa une plainte, le 11 mars, au Government Accountability Office (GAO).
Le 25 juin 2008, ce dernier accepta la requête de Boeing, après avoir examiné les dossiers en concours, durant presque cent jours. En effet, d'après la déclaration GAO-08-991T publiée le 10 juillet, plusieurs erreurs commises avaient été trouvées. Il s'agissait, selon le GAO, de huit erreurs, principalement des questions de procédure,. Au contraire, le GAO rejeta de nombreuses accusations de Boeing, selon laquelle l'autorité de l'armée de l'Air eût violé les exigences légales.
Aussi les recommandations du GAO étaient-elles :

« GAO recommends that the Air Force reopen discussions with the offerors, obtain revised proposals, re-evaluate the revised proposals, and make a new source selection decision, consistent with this decision. »

(Le GAO recommande que l'armée de l'Air rouvre les discussions avec les fournisseurs, obtienne leurs propositions révisées, réévalue les propositions révisées et forme une nouvelle structure afin d'effectuer la sélection, laquelle confirmera cette décision.)  
L'évaluation de l'armée de l'Air avait été effectuée durant treize mois par deux cents spécialistes alors qu'auprès du GAO, seuls plusieurs personnels traitèrent les dossiers en seulement cent jours. En raison du climat politique, le contrat fut suspendu le 13 mars puis annulé le 18 juin.
La gestion du programme de KC-X fut provisoirement retirée à l'armée de l'Air.

### Nouvelle compétition
Le 9 juillet 2008, Robert Gates, secrétaire à la Défense, déclara que la compétition serait relancée sous la responsabilité du sous-secrétaire John Young. Un nouvel Appel d'offres fut présenté le 6 août puis révisé dans le même mois.
Boeing demanda, le 21 août, au sous-secrétaire de repousser la compétition de quatre mois supplémentaires, de sorte que l'entreprise puisse proposer un appareil plus grand (KC-777), qui serait le concurrent du KC-45A (A330). Le constructeur menaça le sous-secrétaire de se retirer de la compétition, si ce délai n'est pas accordé. Sa demande fut refusée.
Le délai de remise des offres était fixé en octobre tandis que le choix était prévu en décembre. Mais le 10 septembre, le Pentagone suspendit la compétition, vraisemblablement en raison de l'élection présidentielle.
L'administration du président George W. Bush décida de ne pas reprendre ce programme, à la fin de son mandat. Le projet fut confié à celle de Barack Obama. L'équipe du président fit modifier drastiquement le nouvel appel d'offres du programme KC-X.

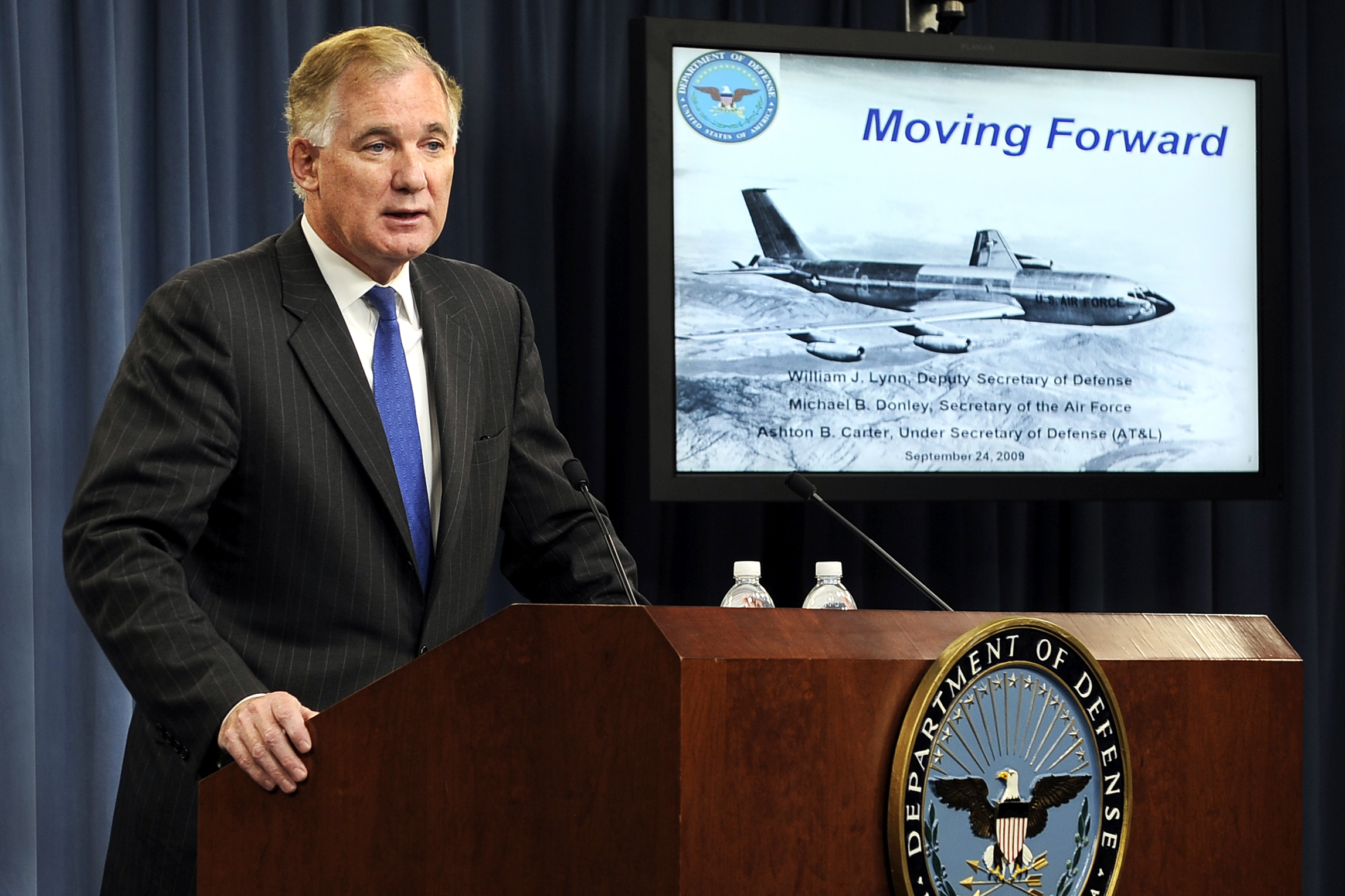
Le secrétaire adjoint de la Défense des États-Unis William Lynn, choisi par Barack Obama, présenta son RFP de KC-X aux journalistes le 24 septembre 2009.

Le 24 septembre 2009, de nouveaux critères furent publiés, :
1. Le programme de KC-X sera désormais traité, en collaboration entre le bureau de secrétaire de la Défense (Office of the Secretary of Defense (OSD)) et la force aérienne des États-Unis.
2. Cette dernière devient autorité du programme (Source Selection Authority) le 16 septembre 2009.
3. Le département de la Défense des États-Unis a intention d'attribuer son contrat à un seul type de ravitailleur dans le programme de KC-X.
4. La compétition sera tenue, en appréciant la valeur de l'appareil, et non selon le coût de réalisation le plus bas.
5. Les critères de cette compétition seront bien différents de ceux de la compétition précédente 2007 - 2008.
6. Le financement de l'État sera effectué en plusieurs étapes et contrats :
  1. Un prix fixé pour le développement et 4 premiers appareils ;
  2. Un prix fixé pour 64 appareils en 5 tranches ;
  3. Un prix plafond pour les 111 appareils restants en 8 tranches ;
  4. Un prix fixé pendant 5 ans en faveur du soutien logistique initial.
7. La participation doit être effectuée dans un délai de 75 jours. L'autorité l'examinera pendant 120 jours et l'attribution sera effectuée à l'été 2010.
8. La première livraison est prévue en 2015. Le KC-X sera donc opérationnel en 2017. Toutes les livraisons des 179 appareils se dérouleront durant plus de 15 ans. L'armée de l'Air engagera dorénavant le programme KC-Y.

À la suite de cet appel d'offres provisoire, le 1er décembre 2009, le PDG de Northrop Grumman, Web Bush, manifesta son mécontentement, après y avoir trouvé une préférence évidente pour un tanker plus modeste (clear preference for a smaller tanker). Sans révision, déclara-t-il, Northrop Grumman ne pourrait pas participer à cette compétition, en expédiant sa lettre de protestation au secrétaire Ashton Carter, responsable du Pentagone. Selon lui, quel que soit le gagnant, l'appel d'offres présenté impose au constructeur des charges financières (financial burdens), qui ne sont pas acceptables pour son entreprise. D'ailleurs, l'appel d'offres provisoire favorisant une petite taille fit exclure le projet du Boeing KC-777, celui-ci étant une plate-forme de grande capacité. Cette demande provoquera donc une grosse difficulté pour le développement du nouveau ravitailleur, d'une part avec ses charges financières, d'autre part à cause de sa plateforme trop modeste.
L'appel d'offres définitif, fut présenté aux deux constructeurs le 24 février 2010, avec 372 critères obligatoires, au lieu de 808  auparavant,. Parmi de nombreuses modifications, le contrat avait considérablement été modifié sur les conditions financières.
À la suite de cette présentation, Boeing renonça, le 4 mars 2010, définitivement à sa préférence pour le KC-777, grand appareil pénalisé par les règles de l'appel d'offres. Le 8 mars, maintenant c'était Northrop Grumman qui retira son dossier de la compétition,, en jugeant que la nouvelle méthodologie était biaisée. Cette situation obligea à EADS (Airbus) à chercher un nouveau partenaire, en vain.
Le 1er juillet 2010, l'entreprise américaine US Aerospace et Antonov proposèrent leur participation avec l'Antonov An-112KC, variante de l'An-70. Or leur représentant déposa le dossier, le 9 juillet, avec cinq minutes de retard. L'inscription fut rejetée par le secrétaire de programme, puis le 6 octobre par le GAO.
Le 18 juin, un délai de décision fut annoncé par l'armée de l'Air, jusqu'en novembre 2010, qui ne sera pas tenu.
Finalement, le 24 février 2011, le département de la Défense des États-Unis annonça que le Boeing KC-46A avait été sélectionné, afin de remplacer 179 KC-135, avec 35 milliards de dollars de budget.
Dorénavant, le programme de KC-X fut remplacé par celui de l'acquisition de KC-46A. Le programme actuel d'acquisition et de remplacement est le KC-Y tandis qu'un certain nombre de KC-135 pourront être encore opérationnels sans risque jusque dans les années 2040,. La dernière tranche de contrat de KC-46A aura expiré en 2027.

## Production

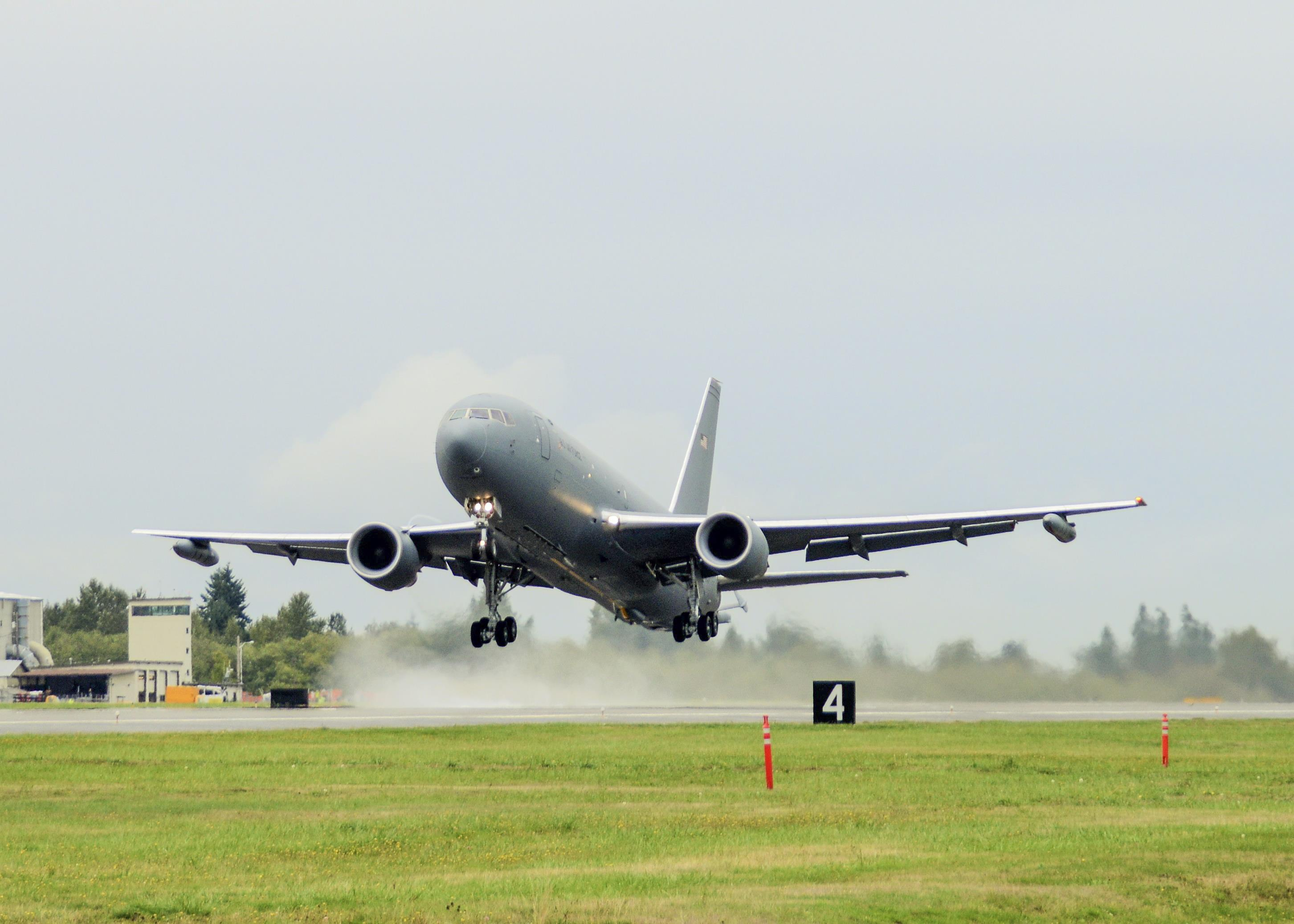
Premier vol d'essai de KC-46A effectué le 25 septembre 2015, après son long parcours de conception.

Les quatre premiers KC-46A furent livrés à l'armée de l'Air en janvier 2019, avec plus de trois ans de retard.

## Évaluations effectuées
- Modèle IFARA (Integrated Flight Air Refueling Assessement, en usage pour la compétition 2007 - 2008 par l'armée de l'Air )[8] ; selon cette dernière, plus de 150 spécialistes examinèrent les dossiers[4]
  - KC-135 = 1
  - KC-767AT : 1,79
  - A330 MRTT : 1,90
- FEV (Fleet Effectiveness Value)[8]
  - KC-135 = 1
  - KC-767AT : 1,35
  - A330 MRTT : 1,62

Selon Alexandre Vautravers (2010), « En 2002, en privilégiant le KC-767 à l'A310 MRTT, l'armée de l'Air (française) a sélectionné un appareil plus grand et plus performant que les appareils actuellement en service. En 2008, L'USAF a sélectionné l'A330 MRTT contre le KC-767 pour les mêmes raisons. » ... « Mais ajoutons, cependant, un argument supplémentaire : l'USAF peut-elle accepter d'introduire un appareil moins performant que certains de ses alliés ? »